# Zhang Jin (gymnaste)
Pour les articles homonymes, voir Zhang Jin.
Zhang Jin est une gymnaste artistique chinoise, née le 25 novembre 2000 à Shanghai.

## Biographie
Aux Jeux asiatiques de 2018 à Jakarta, Zhang Jin obtient une médaille d'or concours par équipe et une médaille de bronze à la poutre. La même année, aux championnats du monde à Doha, elle remporte une médaille de bronze par équipes et elle termine à la 8e place à la poutre après s'être qualifiée en 3e position.

## Palmarès

### Championnats du monde
- Doha 2018
  -  médaille de bronze au concours par équipes
  - 8e à la poutre

### Jeux asiatiques
- Jakarta 2018
  -  médaille d'or au concours par équipes
  -  médaille de bronze à la poutre